# Apple-blossom-time
Apple-blossom-time is een compositie van Arnold Bax.
Bax schreef het in een periode dat hij verzot raakte op pianiste Harriet Cohen. Het werd een werkje in allegretto met sfeeraanduiding "fresh and rythmical". Negen maten voor het eind slaat de stemming om. Het werk gaat verder in Più lento, met de aanduiding "slow and sad" en dynamiek pianississimo (uiterst zacht). Die omslag werd geweten aan Bax’ Keltische invloeden, anderen hielden het op de dreigende Zeppelins boven Londen in het kader van de Eerste Wereldoorlog.  Het middenstuk is geschreven in een voor die tijd afwijkende zevenkwartsmaat. Het werk is gedateerd op mei 1915 en geschreven in G majeur.
Het werk droeg hij op aan Sam Hartley Braithwaite (1883-1947), dan nog musicus en componist, maar later keerde die zich tot de beeldende kunsten. De première werd niet gegeven door zijn muzen Harriet Cohen of Myra Hess, maar door de inmiddels vergeten pianiste Phyllis Emanuel tijdens een benefietconcert voor genoemde oorlog. 
In 2017 zijn er twee opnamen van dit werk verkrijgbaar:
- historische opname door Iris Loveridge, uitgebracht door Lyrita
- Eric Parkin, een opname uit 1988, uitgebracht door Chandos